# Squadra salvadoregna di Coppa Davis
La squadra salvadoregna di Coppa Davis rappresenta El Salvador nella Coppa Davis, ed è posta sotto l'egida della Federación Salvadoreña de Tenis.
La squadra debuttò nella competizione nel 1991, e non ha mai fatto parte del Gruppo Mondiale. Attualmente è inclusa nel Gruppo II della zona Americana.

## Organico 2019
Vengono di seguito illustrati i convocati per ogni singolo turno della Coppa Davis 2019. A sinistra dei nomi la nazione affrontata e il risultato finale. Fra parentesi accanto ai nomi, il ranking del giocatore nel momento della disputa degli incontri (la "d" indica che il ranking corrisponde alla specialità del doppio).
| Gruppo II - Playoff | Gruppo II - Playoff |
| Perù (2-3)          | Marcelo Arévalo (262) Rafael Arévalo (f.r.*) Kyle Johnson (f.r.*) Alberto Emmanuel Alvarado Larin (f.r.*) Lluis Miralles (f.r.*) |
| ------------------- | --- |

* f.r. = Fuori Ranking

## Risultati
= Incontro del Gruppo Mondiale

### 2010-2019
| Anno | Turno                       | Data            | Sede                      | Avversario       | Punteggio | Esito     |
| ---- | --------------------------- | --------------- | ------------------------- | ---------------- | --------- | --------- |
| 2010 | Gruppo II, 1º turno         | 5-7 marzo       | Lima (PER)                | El Salvador      | 0–5       | Sconfitta |
| 2010 | Gruppo II, Playoff 1º turno | 9-11 luglio     | Cochabamba (BOL)          | Bolivia          | 4–1       | Vittoria  |
| 2011 | Gruppo II, 1º turno         | 4-6 marzo       | Santa Tecla (SLV)         | Rep. Dominicana  | 0–5       | Sconfitta |
| 2011 | Gruppo II, Playoff 1º Turno | 8-10 luglio     | Santa Tecla (SLV)         | Antille Olandesi | 3–2       | Vittoria  |
| 2012 | Gruppo II, 1º turno         | 10-12 febbraio  | Città del Messico (MEX)   | Messico          | 0–5       | Sconfitta |
| 2012 | Gruppo II, Playoff 1º Turno | 6-8 aprile      | Santa Tecla (SLV)         | Paraguay         | 3–2       | Vittoria  |
| 2013 | Gruppo II, 1º turno         | 1-3 febbraio    | Santa Tecla (SLV)         | Barbados         | 4–1       | Vittoria  |
| 2013 | Gruppo II, 2º Turno         | 5-7 aprile      | Santa Tecla (SLV)         | Messico          | 3–2       | Vittoria  |
| 2013 | Gruppo II, Playoff          | 13-15 settembre | Santa Tecla (SLV)         | Venezuela        | 1–3       | Sconfitta |
| 2014 | Gruppo II, 1º Turno         | 31 gen.-2 feb.  | Asunción (PRY)            | Paraguay         | 3–2       | Vittoria  |
| 2014 | Gruppo II, 2º Turno         | 4-6 aprile      | Saint Michael (BRB)       | Barbados         | 1–4       | Sconfitta |
| 2015 | Gruppo II, 1º Turno         | 6-8 marzo       | Humacao (PRI)             | Porto Rico       | 3–2       | Vittoria  |
| 2015 | Gruppo II, 2º Turno         | 17-19 luglio    | Caracas (VEN)             | Venezuela        | 0–5       | Sconfitta |
| 2016 | Gruppo II, 1º turno         | 4-6 marzo       | Santa Tecla (SLV)         | Porto Rico       | 3–2       | Vittoria  |
| 2016 | Gruppo II, 2º turno         | 15-17 luglio    | Santa Tecla (SLV)         | Venezuela        | 2–3       | Sconfitta |
| 2017 | Gruppo II, 1º turno         | 3-5 febbraio    | San Salvador (SLV)        | Bolivia          | 3–2       | Vittoria  |
| 2017 | Gruppo II, 2º turno         | 7-9 aprile      | Miami (USA)               | Venezuela        | 2–3       | Sconfitta |
| 2018 | Gruppo II, 1º turno         | 2-4 febbraio    | San Salvador (SLV)        | Uruguay          | 1–4       | Sconfitta |
| 2018 | Gruppo II, Playoff 1º turno | 6-8 aprile      | Città del Guatemala (GUA) | Guatemala        | 1–3       | Sconfitta |
| 2019 | Gruppo II, Playoff          | 5-6 aprile      | San Salvador (SLV)        | Perù             | 2–3       | Sconfitta |

## Andamento
La seguente tabella riflette l'andamento della squadra dal 1990 ad oggi. La colonna grigia indica che la squadra non ha preso parte alla manifestazione in quell'anno, in quanto la squadra non esisteva.
| Pos.           | 90 | 91 | 92 | 93 | 94 | 95 | 96 | 97 | 98 | 99 | 00 | 01 | 02 | 03 | 04 | 05 | 06 | 07 | 08 | 09 | 10 | 11 | 12 | 13 | 14 | 15 | 16 | 17 | 18 | 19 |
| -------------- | -- | -- | -- | -- | -- | -- | -- | -- | -- | -- | -- | -- | -- | -- | -- | -- | -- | -- | -- | -- | -- | -- | -- | -- | -- | -- | -- | -- | -- | -- |
| Campione       |    |    |    |    |    |    |    |    |    |    |    |    |    |    |    |    |    |    |    |    |    |    |    |    |    |    |    |    |    |    |
| Finalista      |    |    |    |    |    |    |    |    |    |    |    |    |    |    |    |    |    |    |    |    |    |    |    |    |    |    |    |    |    |    |
| SF             |    |    |    |    |    |    |    |    |    |    |    |    |    |    |    |    |    |    |    |    |    |    |    |    |    |    |    |    |    |    |
| QF             |    |    |    |    |    |    |    |    |    |    |    |    |    |    |    |    |    |    |    |    |    |    |    |    |    |    |    |    |    |    |
| OF             |    |    |    |    |    |    |    |    |    |    |    |    |    |    |    |    |    |    |    |    |    |    |    |    |    |    |    |    |    |    |
| Qualificazioni | x  | x  | x  | x  | x  | x  | x  | x  | x  | x  | x  | x  | x  | x  | x  | x  | x  | x  | x  | x  | x  | x  | x  | x  | x  | x  | x  | x  | x  |    |
| Gruppo I       |    |    |    |    |    |    |    |    |    |    |    |    |    |    |    |    |    |    |    |    |    |    |    |    |    |    |    |    |    |    |
| Gruppo II      |    |    |    |    |    |    |    |    |    |    |    |    |    |    |    |    |    |    |    |    |    |    |    |    |    |    |    |    |    |    |
| Gruppo III     | x  | x  |    |    |    |    |    |    |    |    |    |    |    |    |    |    |    |    |    |    |    |    |    |    |    |    |    |    |    |    |
| Gruppo IV      | x  | x  | x  | x  | x  | x  | x  |    |    |    |    |    |    |    |    |    |    |    |    |    |    |    | x  | x  | x  | x  | x  | x  | x  | x  |

Legenda
- Campione: La squadra ha conquistato la Coppa Davis.
- Finalista: La squadra ha disputato e perso la finale.
- SF: La squadra è stata sconfitta in semifinale.
- QF: La squadra è stata sconfitta nei quarti di finale.
- OF: La squadra è stata sconfitta negli ottavi di finale (1º turno). Dal 2019 sostituito dal Round Robin.
- Qualificazioni: La squadra è stata sconfitta al turno di qualificazione. Istituito nel 2019.
- Gruppo I: La squadra ha partecipato al Gruppo I della propria zona di appartenenza.
- Gruppo II: La squadra ha partecipato al Gruppo II della propria zona di appartenenza.
- Gruppo III: La squadra ha partecipato al Gruppo III della propria zona di appartenenza.
- Gruppo IV: La squadra ha partecipato al Gruppo IV della propria zona di appartenenza.
- x: Ove presente, la x indica che in quel determinato anno, il Gruppo in questione non è esistito nella zona geografica di appartenenza della squadra.